# Parszów (gromada)
Parszów – dawna gromada, czyli najmniejsza jednostka podziału terytorialnego Polskiej Rzeczypospolitej Ludowej w latach 1954–1972.
Gromady, z gromadzkimi radami narodowymi (GRN) jako organami władzy najniższego stopnia na wsi, funkcjonowały od reformy reorganizującej administrację wiejską przeprowadzonej jesienią 1954 do momentu ich zniesienia z dniem 1 stycznia 1973, tym samym wypierając organizację gminną w latach 1954–1972.
Gromadę Parszów siedzibą GRN w Parszowie utworzono – jako jedną z 8759 gromad na obszarze Polski – w powiecie iłżeckim w woj. kieleckim, na mocy uchwały nr 13k/54 WRN w Kielcach z dnia 29 września 1954. W skład jednostki weszły obszary dotychczasowych gromad Parszów i Mostki ze zniesionej gminy Wąchock oraz lasy państwowe nadleśnictwa Rataje (oddziały Nr Nr 36, 37, 62–65, 93–98 i 123–128) i lasy państwowe nadleśnictwa Siekierno (oddziały Nr Nr 12–19, 32–40 i 54–62). Dla gromady ustalono 23 członków gromadzkiej rady narodowej.
29 lutego 1956 do gromady Parszów przyłączono oddziały Nr Nr 32–35, 58–61, 89–92 i 120–122 nadleśnictwa Rataje z gromady Wielka Wieś w tymże powiecie.
31 grudnia 1961 do gromady Parszów przyłączono obszar zniesionej gromady Majków.
Gromada przetrwała do końca 1972 roku, czyli do kolejnej reformy gminnej.